# Parque Caldas
El Parque Caldas es la plaza principal de la ciudad de Popayán, Colombia. Se encuentra ubicado en el Centro Histórico de la Ciudad, lugar donde convergen todos los edificios principales y representativos de la ciudad. Desde el año 2010 Con una inversión de más de 2.300 millones de pesos financiados por FONADE y con el aporte de 550 millones  
de la Alcaldía de Popayán, se entregaron las obras de ampliación, ornato y embellecimiento del área peatonal del 
parque.

## Historia
Fue creado con la ciudad en 1537; a su alrededor fueron construidas las casas de los fundadores y las dependencias de los poderes religioso y gubernamental. Inicialmente fue utilizada como Plaza de mercado. En 1538, en el centro de la plaza se colocó un cepo donde fueron decapitados Jorge Robledo y Álvaro de Oyón, cepo que estuvo en este lugar hasta 1766 cuando fue reemplazado por un chorro; este duró allí hasta 1805 cuando en su lugar fue colocada una pila de cantería. Esta fue cambiada en 1910 por la estatua del Sabio Caldas, obra del escultor francés Raoul Verlet; en la misma época fueron sembrados los árboles que hoy adornan y rodean la escultura. En 1959, el parque junto a todo el centro fue declarado como Monumento Nacional de Colombia.
En este lugar fueron ejecutados algunos patriotas durante el Régimen del terror de Pablo Morillo a excepción de Agustín Agualongo quien murió bajo las órdenes de Simón Bolívar:
- Agustín Agualongo
- José María Cabal
- Agustín Calambazo
- Carlos Montufar
- Mariano Matute
- José María Quijano
- Rafael Lataza
- José España
- Andrés Rosas
- José Maria Gutierres
- Manuel Santiago Vallesilla

## Estructura
El parque fue encerrado con una verja de hierro forjada por el maestro Julio Ramos, junto con faroles primero y luego lámparas para iluminar la noche de los payaneses; así se conservó algún tiempo, luego la verja fue quitada Y quedó como actualmente lo vemos.
La pila de agua, labrada en piedra de cantera que hoy esta en la Plazuela de Santo Domingo, fue a parar después de 1910 a la Plaza principal de Timbío, de donde se la rescató posteriormente a cambio de un busto del Presidente Pedro Nel Ospina. Al celebrarse el primer centenario de la Independencia Nacional, en 1910, se inauguró la estatua del sabio y mártir Francisco José de Caldas, obra de Raoul Verlet, ocasión en que Guillermo Valencia pronunció una de sus magnas oraciones en homenaje al Prócer. En esta misma oportunidad se dieron al servicio las bancas actuales, de diseño francés, en estructura y soportes artísticamente elaborados en hierro forjado.

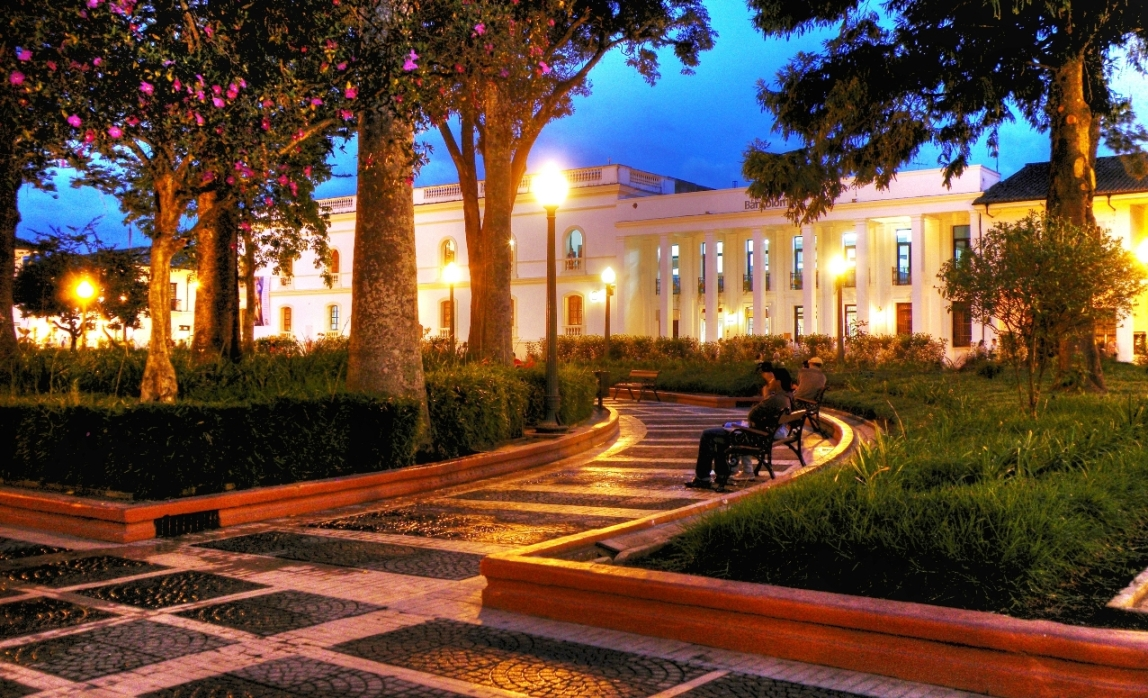
Al fondo la Alcaldía de Popayán

Fue testigo también esta Plaza de las ilustres Tertulias sostenidas por personajes como los tres Maestros Guillermo Valencia, Rafael Maya y Efraim Martínez; Carlos, Arcesio y Hernando López Narváez, los tres Toronjos; José Ignacio Bustamante, Carlos Vernaza y Ramón Dolores Pérez; Carlos Simmonds, Arcesio Aragón, Ramiro Ramírez y Víctor Aragón; Francisco Eduardo Diago, Manuel Varona, Carlos Villamil, Francisco José Cháux y Matoño Arboleda; Julio Manuel Ayerbe, Avelino Paz, José Manuel Rodríguez y Gustavo y Daniel Vejarano Segura, y tantos otros destacados payaneses.
Cuando las calles aledañas a la Plaza recibieron el primer baño de pavimento asfáltico, hacia 1935, la colonia sirio-hebreo y libanesa obsequió en gesto recordatorio y de solidaridad, las cuatro fuentes de agua enchapadas en abigarrados y multicolores azulejos, que por algún tiempo fueron tema de controversia como elemento decorativo, hasta que los payaneses nos acostumbramos a aceptarlas como parte integral de su ornamentación.
Esta plaza fue escenario, igualmente, de grandes concentraciones religiosas, cívicas y políticas
Las antiguas verjas que encerraban la plaza fueron reemplazadas, hacia 1940 luego de la pavimentación, por setos ornamentales de siemprevivas y resucitados y varios árboles de “la flor de mayo” un alcornoque (de cuya corteza se extrae el corcho), un palo de mango, dos colosales madroños y un copioso arrayán de Castilla.
A fines del siglo XIX se encontraron documentos gráficos que indican un Parque consecuente con un diseño formal, con su núcleo destinado al monumento principal y sus zonas verdes trazadas geométricamente, con senderos circunvalares y radiales que permitían el acceso y tránsito en cualquier dirección, como en la rosa de los vientos.

## Entorno

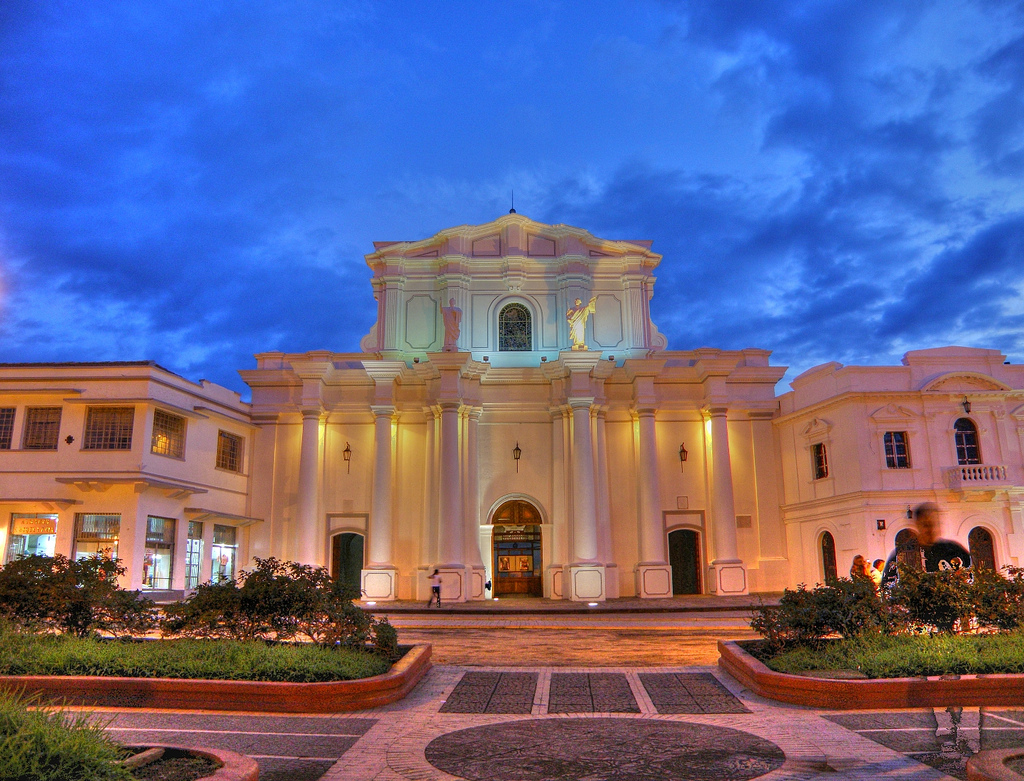
Catedral Basílica de Nuestra Señora de la Asunción de Popayán

- Hacia el norte del parque se levanta el edificio de la gobernación del El Departamento del Cauca y la sede del Banco de Bogotá
- Hacia el sur se halla la Catedral Basílica de Nuestra Señora de la Asunción de Popayán junto al Palacio Arzobispal y La Torre del Reloj que data de 1673.
- Hacia el Oriente se levanta el edificio de la Alcaldía de Popayán y junto a este las sedes bancarias del Banco de Occidente Credencial y Bancolombia
- Hacia el Occidente el edificio de la Cámara de Comercio del Cauca, la sede del Banco Agrario de Colombia y la cadena de cafés Juan Valdez.[2]